# Судома (станция)
Судома́ — железнодорожная станция Санкт-Петербург-Витебского отделения Октябрьской железной дороги и одновременно сельский населённый пункт-станция Судома (19 жителей, 2000 год) в Сосонской волости Дедовичского района Псковской области между станцией Дедовичи и станцией Плотовец Находится на расстоянии 286 км от Санкт-Петербурга, 41 км от Дна и 135 км до Новосокольников.

## Путевое развитие
Путевое развитие включает в себя 5 станционных путей — один главный (третий) и 4 приемо-отправочных. На станции имеется одна боковая платформа — возле первого пути. На станции имеюется здание вокзала, здание ДСП и путейский домик.

## Дальнее сообщение
По состоянию на 2025 год на станции имеют остановку поезда следующих направлений:
| № поезда | Маршрут движения               | № поезда | Маршрут движения               |
| -------- | ------------------------------ | -------- | ------------------------------ |
| 607      | Санкт-Петербург — Великие Луки | 608      | Великие Луки — Санкт-Петербург |

## Пригородное сообщение
По состоянию на 2025 год на станции имеют остановку поезда следующих направлений:
- Дно — Новосокольники — Дно